# エルバジェ (競走馬)
エルバジェ（Herbager、1956年 - 1976年）とは、フランスのサラブレッドの競走馬である。1959年のジョッケクルブ賞（フランスダービー）に優勝し、のちに種牡馬としても成功した。

## 経歴

### 競走馬時代
2歳時は2戦して1勝、仏グランクリテリウムにも出走したが5着に敗れている。1959年の3歳シーズンはグレフュール賞から始動して優勝すると、翌戦のオカール賞でも勝ち、その勢いからジョッケクルブ賞では1番人気に推され、これを制覇して同年のフランス3歳馬の頂点に立った。
同年7月には古馬混合戦に出走するようになり、サンクルー大賞ではイギリスからの遠征馬を破って優勝した。続くプランスドランジェ賞でも勝って連勝記録を伸ばし、凱旋門賞に挑戦した。しかし競走中に故障が発生、10着に敗れると、それを最後に競走生活を引退した。タイムフォーム誌の発表するフリーハンデキャップにおいて、エルバジェは136ポンドと評価された。

### 種牡馬時代
1960年よりフランスで種牡馬活動を始めた。その後の1964年、エルバジェはアメリカ合衆国の生産者であるブル・ハンコックに70万ドルで売却され、ケンタッキー州のクレイボーンファームへと移された。エルバジェはフランス・アメリカのどちらでもステークス競走勝ち馬を輩出しており、特にアメリカ時代には生涯で64頭のステークス競走勝ち馬を出している。
フランス時代の代表産駒に、グレイドーン（Grey Dawn 1962年生、牡馬）、シーホーク（Sea Hawk 1963年生、牡馬）がいる。両者とも2歳時から活躍し、グレイドーンはモルニ賞など、シーホークはサンクルー大賞などの勝鞍がある。種牡馬としてはグレイドーンがアメリカで、シーホークが日本で活動し、ともに成功した。
デルビーイタリアーノなどに優勝したアッピアーニ（Appiani II  1963年生、牡馬）は種牡馬として、1975年の凱旋門賞を制したスターアピール（Star Appeal 1970生、牡馬）を出して成功している。
アメリカでは1977年の最優秀3歳牝馬アワミムス（Our Mims 1974年生、牝馬）や、トラヴァーズステークスなどに優勝したラウド（Loud 1967年生、牡馬）などがいる。ビッグスプルーシュ（Big Spruce 1969年生、牡馬）は種牡馬として成功し、エルバジェの系統樹を伸ばしていった。
1976年、エルバジェは20歳のときにクレイボーンファームで死亡した。遺骸はマーチモントファームの墓地区画に葬られている。

## 評価

### 主な勝鞍
※当時はグループ制未導入
- 1958年（2歳） 2戦1勝
- 1959年（3歳） 6戦5勝 - ジョッケクルブ賞、グレフュール賞、サンクルー大賞、オカール賞

## 血統表
| エルバジェの血統（ダークロナルド系 / Firdaussi 母内3x3=25.00%、 Phalaris 4x5x5=12.50%） | エルバジェの血統（ダークロナルド系 / Firdaussi 母内3x3=25.00%、 Phalaris 4x5x5=12.50%） | エルバジェの血統（ダークロナルド系 / Firdaussi 母内3x3=25.00%、 Phalaris 4x5x5=12.50%） | （血統表の出典）   | （血統表の出典） |
| 父 Vandale 1943 鹿毛 フランス                                                           | 父の父Plassy 1932 鹿毛 イギリス                                                         | Bosworth                                                                                | Son-in-law         | Son-in-law       |
| 父 Vandale 1943 鹿毛 フランス                                                           | 父の父Plassy 1932 鹿毛 イギリス                                                         | Bosworth                                                                                | Serenissima        |                  |
| 父 Vandale 1943 鹿毛 フランス                                                           | 父の父Plassy 1932 鹿毛 イギリス                                                         | Pladda                                                                                  | Phalaris           | Phalaris         |
| 父 Vandale 1943 鹿毛 フランス                                                           | 父の父Plassy 1932 鹿毛 イギリス                                                         | Pladda                                                                                  | Rothesay Bay       |                  |
| 父 Vandale 1943 鹿毛 フランス                                                           | 父の母Vanille 1929 鹿毛 フランス                                                        | La Farina                                                                               | Sans Souci         | Sans Souci       |
| 父 Vandale 1943 鹿毛 フランス                                                           | 父の母Vanille 1929 鹿毛 フランス                                                        | La Farina                                                                               | Malatesta          |                  |
| 父 Vandale 1943 鹿毛 フランス                                                           | 父の母Vanille 1929 鹿毛 フランス                                                        | Vaya                                                                                    | Beppo              | Beppo            |
| 父 Vandale 1943 鹿毛 フランス                                                           | 父の母Vanille 1929 鹿毛 フランス                                                        | Vaya                                                                                    | Waterhen           |                  |
| 母 Flagette 1951 栗毛 フランス                                                          | 母の父Escamillo 1939 栗毛 フランス                                                      | Firdaussi                                                                               | Pharos             | Pharos           |
| 母 Flagette 1951 栗毛 フランス                                                          | 母の父Escamillo 1939 栗毛 フランス                                                      | Firdaussi                                                                               | Brownhylda         |                  |
| 母 Flagette 1951 栗毛 フランス                                                          | 母の父Escamillo 1939 栗毛 フランス                                                      | Estoril                                                                                 | Solario            | Solario          |
| 母 Flagette 1951 栗毛 フランス                                                          | 母の父Escamillo 1939 栗毛 フランス                                                      | Estoril                                                                                 | Appleby            |                  |
| 母 Flagette 1951 栗毛 フランス                                                          | 母の母Fidgette 1939 栗毛 フランス                                                       | Firdaussi                                                                               | Pharos             | Pharos           |
| 母 Flagette 1951 栗毛 フランス                                                          | 母の母Fidgette 1939 栗毛 フランス                                                       | Firdaussi                                                                               | Brownhylda         |                  |
| 母 Flagette 1951 栗毛 フランス                                                          | 母の母Fidgette 1939 栗毛 フランス                                                       | Boxeuse                                                                                 | Teddy              | Teddy            |
| 母 Flagette 1951 栗毛 フランス                                                          | 母の母Fidgette 1939 栗毛 フランス                                                       | Boxeuse                                                                                 | Spicebox F-No.16-c |                  |